# Aerob
Aerob, är motsatsen till anaerob. Begreppsparet aerob-anaerob är särskilt vanligt inom mikrobiologi. En aerob organism eller aerob är en organism som kan överleva och växa i en syresatt miljö. Däremot är en anaerob organism (anaerob) vilken organism som helst som inte kräver syre för tillväxt. Vissa anaerober reagerar negativt eller till och med dör om syre är närvarande.

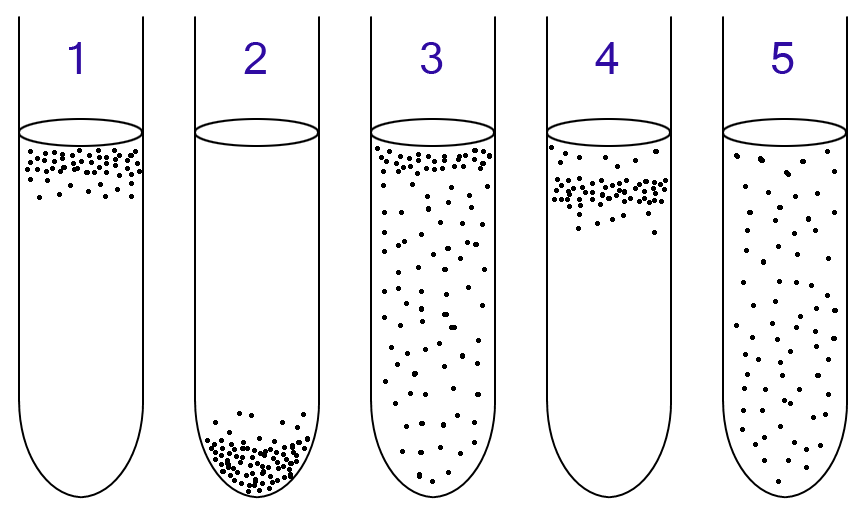
Aeroba och anaeroba bakterier kan identifieras genom att odla dem i provrör av tioglykollatbuljong:
1: Obligatoriska aerober behöver syre eftersom de inte kan jäsa eller andas anaerobt. De samlas högst upp på röret där syrekoncentrationen är högst.
2: Obligatoriska anaerober förgiftas av syre, så de samlas längst ner i röret där syrekoncentrationen är lägst.
3: Fakultativa anaerober kan växa med eller utan syre eftersom de kan metabolisera energi aerobt eller anaerobt. De samlas mestadels högst upp eftersom aerob andning genererar mer ATP än antingen jäsning eller anaerob andning.
4: Mikroaerofiler behöver syre eftersom de inte kan jäsa eller andas anaerobt. De förgiftas emellertid av höga koncentrationer av syre. De samlas i den övre delen av provröret men inte toppen.
5: Aerotoleranta organismer behöver inte syre eftersom de metaboliserar energi anaerobt. Till skillnad från obligatoriska anaerober förgiftas de dock inte av syre. De kan hittas jämnt spridda över provröret.

Förmågan att uppvisa aerob andning kan ge fördelar för den aeroba organismen, eftersom aerob andning ger mer energi än anaerob andning.
I juli 2020 rapporterade marinbiologer att aeroba mikroorganismer (huvudsakligen), med vilande metabol aktivitet, hittades i organiskt fattiga sediment, upp till 101,5 miljoner år gamla, 250 fot under havsbotten i södra Stilla havet Gyre (SPG) ("den dödligaste platsen i havet"), och kan vara de längsta levande livsformerna som någonsin hittats.

## Typer
- Obligatoriska aerober behöver syre för att växa. I en process som kallas cellulär andning använder dessa organismer syre för att oxidera substrat (till exempel sockerarter och fetter) och generera energi.[6]
- Fakultativa anaerober använder syre om det är tillgängligt, men har också anaeroba metoder för energiproduktion.[2]
- Mikroaerofiler kräver syre för energiproduktion, men skadas av atmosfäriska koncentrationer av syre (21 procent O2).[6]
- Aerotoleranta anaerober använder inte syre men skadas inte av det.[6]

När en organism kan överleva i både syre och anaeroba miljöer kan användningen av Pasteureffekten skilja mellan fakultativa anaerober och aerotoleranta organismer. Om organismen använder jäsning i en anaerob miljö kommer tillsatsen av syre att orsaka fakultativa anaerober att avbryta jäsningen och börja använda syre för andning. Aerotoleranta organismer måste fortsätta jäsningen i närvaro av syre. Falkultativa organismer växer i både syrerika medier och syrefria medier.

### Glukos
Ett bra exempel är oxidationen av glukos (en monosackarid) vid aerob andning:
C6H12O6 + 6 O2
Denna ekvation är en sammanfattning av vad som händer i tre serier av biokemiska reaktioner: glykolys, Krebs-cykeln och oxidativ fosforylering.